# Soupe de crabes femelles
La soupe de crabes femelles, ou she-crab soup, est une soupe proche de la bisque, à base de lait ou de crème épaisse, de bouillon de crabe ou de poisson, de chair de crabe bleu, et — traditionnellement — d'œufs de crabe et enfin d'un peu de sherry. Elle peut être épaissie d'une purée de riz bouilli et est assaisonnée avec de la noix de muscade, des échalotes ou des oignons.
Cette soupe est une spécialité de Tidewater, en Virginie, du South Carolina Lowcountry et de la côte de Géorgie,,.